# Dozwil
Dozwil es una comuna suiza del cantón de Turgovia, situada en el distrito de Arbon. Limita al oeste y norte con la comuna de Kesswil, al este con Uttwil, y al sur con Hefenhofen.